# سارة لويس
سارة لويس (بالإنجليزية: Sarah Lewis)‏ هي متزحلقة بريطانية، ولدت في 29 نوفمبر 1964.

## وصلات خارجية
- سارة لويس على موقع أوليمبيديا (الإنجليزية)